# Nusco
Nusco é uma comuna italiana da região da Campania, província de Avellino, com cerca de 4.404 habitantes. Estende-se por uma área de 53 km², tendo uma densidade populacional de 83 hab/km². Faz fronteira com Bagnoli Irpino, Cassano Irpino, Castelfranci, Lioni, Montella, Montemarano, Sant'Angelo dei Lombardi, Torella dei Lombardi.
Pertence à rede das Aldeias mais bonitas de Itália.

## Demografia
| Variação demográfica do município entre 1861 e 2011                               |
|                                                                                   |
| Fonte: Istituto Nazionale di Statistica (ISTAT) - Elaboração gráfica da Wikipedia |